# Bundesautobahn 60
De Bundesautobahn 60 (BAB60), ook wel A60 genoemd, is een Duitse autosnelweg. Eigenlijk is het niet één autosnelweg, maar bestaat het uit meerdere stukken die los van elkaar liggen en oorspronkelijk bedoeld waren om met elkaar verbonden te worden. Het meest westelijke deel, ook wel Eifelautobahn genoemd, loopt vanaf de Belgische grens langs Prüm en Bitburg tot aan Kreuz Wittlich. Vanaf Dreieck Nahetal loopt de snelweg langs Bingen en Mainz tot aan Rüsselsheim en het Rüsselsheimer Dreieck.
De A60 maakt samen met de A643 en de A671 deel uit van de Mainzer Ring. Verkeer tussen het westelijke en oostelijke deel van de A60 maakt gebruik van de B50 en A61. De E42 lift over de gehele lengte mee met de A60.
Sinds 2008 wordt er gebouwd aan de nieuwe B50 die de beide delen van de A60 met elkaar zal verbinden. De nieuwe verbinding zal echter niet bij Dreieck Nahetal met de A61 verbonden worden, maar bij Rheinböllen, waar nu al de B50 verbonden is met de A61.
Het westelijke deel van de A60 wordt ervaren als het mooiste stukje van de Autobahn, met veel bossen, dalviaducten en panorama-uitzichten.
Op het traject door de Sneeuweifel en de Schneifel tussen Winterspelt en Prüm, ook wel Schneifelautobahn genoemd, is de weg geen autosnelweg, maar een autoweg met 2+1 rijstroken. De weg wordt desondanks toch als A60 bewegwijzerd, hoewel op gele borden in plaats van op blauwe. Plannen om dit deel te verdubbelen staan momenteel nog niet op het programma.

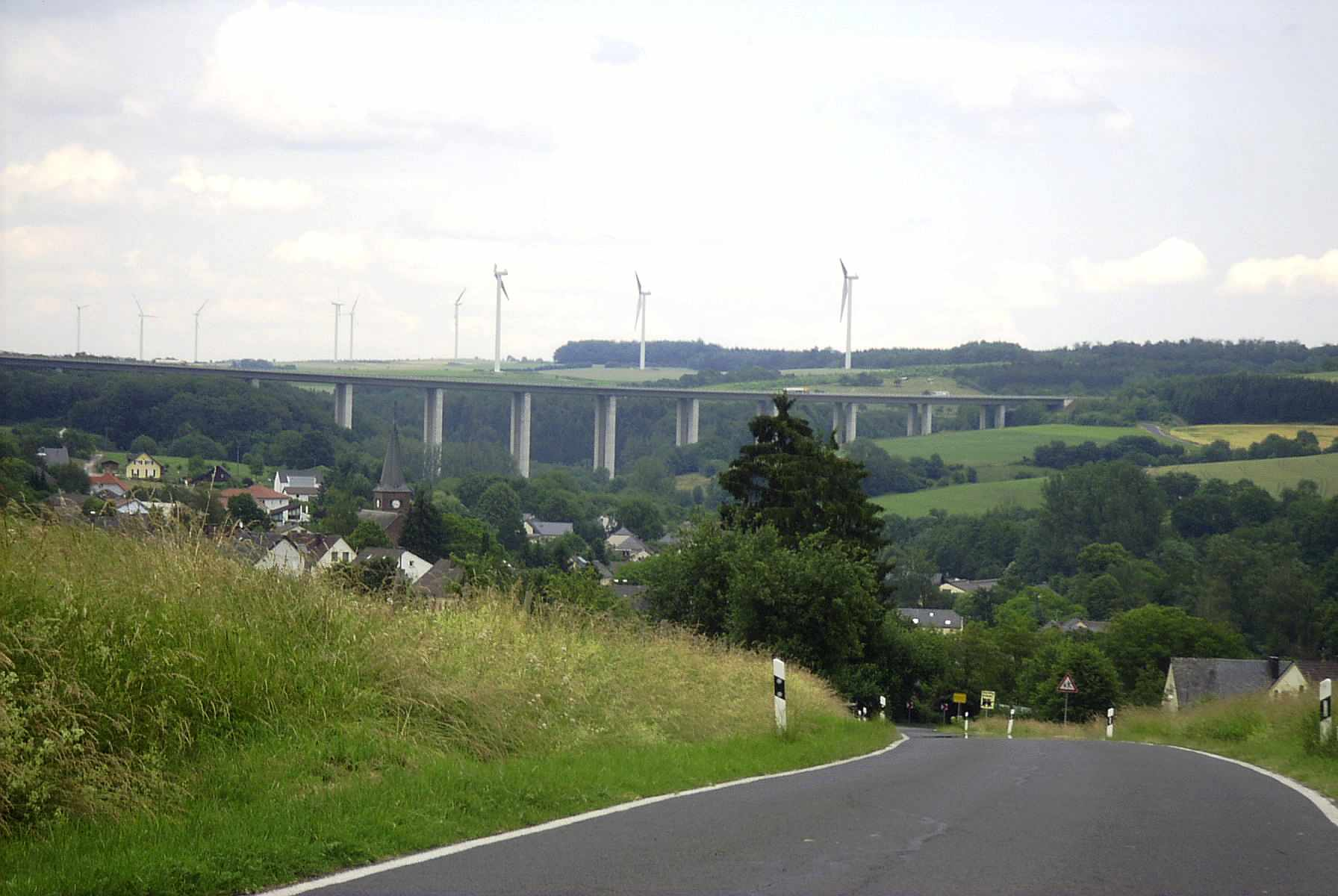
Nimsvalleiviaduct